# جائزة بوليتزر عن فئة النقد
جائزة بوليتزر عن فئة النقد (بالإنجليزية: Pulitzer Prize for Criticism)‏ هي واحدة من أربعة عشر جائزة بوليتزر تقدمها سنويًا جامعة كولومبيا بنيويورك في الولايات المتحدة الأمريكية للصحافة. بدأ العمل بها رسميًا منذ عام 1970 للصحفيين الذين قدموا نقدًا مميزًا خلال العام. وبدءًا من عام 1980، بدأ الإعلان عن عملين آخرين دخلا التصفيات الأخيرة للجائزة، ليتم بذلك الإعلان عن الفائز إلى جانب أصحاب المركزين الآخرين.
تحظى هذه الجوائز، التي مولت في الأساس بمنحة من رائد الصحافة الأمريكي جوزيف بوليتزر بتقدير كبير. وتمنح جامعة كولومبيا الجوائز بتوصية من هيئة جوائز بوليتزر، المكونة من محكمين تعينهم الجامعة نفسها ويصل عدد الجوائز الممنوحة سنويًا إلى واحد وعشرين جائزة.

## الفائزون
- 1970: آدا لويز هوستابل، من صحيفة نيويورك تايمز.
- 1971: هارولد تشارلز شونبيرغ، من صحيفة نيويورك تايمز.
- 1972: فرانك بيترز جونيور، من صحيفة سانت لويس بوست ديسباتش.
- 1973:  رونالد باورز، من صحيفة شيكاغو سن تايمز.
- 1974: إميلي جيناور، من صحيفة نيوزداي.
- 1975: روجر إيبرت، من صحيفة شيكاغو سن تايمز.
- 1976: آلان إم كريغسمان، من صحيفة واشنطن بوست.
- 1977: ويليام ماكفيرسون، من صحيفة واشنطن بوست.
- 1978: والتر كير، من صحيفة نيويورك تايمز.
- 1979: بول غاب، من صحيفة شيكاغو تريبيون.
- 1980: ويليام الفريد هنري الثالث، من صحيفة بوسطن غلوب.
- 1981: جوناثان ياردلي، من صحيفة واشنطن ستار.
- 1982: مارتن بيرنهايمر، من صحيفة لوس أنجلوس تايمز.
- 1983: مانويلا هولترهوف، من صحيفة وول ستريت جورنال.
- 1984: باول غلدبيرغر، من صحيفة نيويورك تايمز.
- 1985: هوارد روزنبرغ، من صحيفة لوس أنجلوس تايمز.
- 1986: دونال هينهان، من صحيفة نيويورك تايمز.
- 1987: ريتشارد إدر، من صحيفة لوس أنجلوس تايمز.
- 1988: توم شالز، من صحيفة واشنطن بوست.
- 1989: مايكل سكوب، من صحيفة ذي نيوز آند أوبزرفر.
- 1990: ألان تيمكو، من صحيفة سان فرانسيسكو كرونيكل.
- 1991: ديفيد شو، من صحيفة لوس أنجلوس تايمز.
- 1993: مايكل ديردا، من صحيفة واشنطن بوست.
- 1994: لويد شوارتز، من صحيفة بوسطن فينيكس.
- 1995: مارغو جيفرسون، من صحيفة نيويورك تايمز.
- 1996:  روبرت كامبل، من صحيفة بوسطن غلوب.
- 1997: تيم بيج، من صحيفة واشنطن بوست.
- 1998: ميتشيكو كاكوتاني، من صحيفة نيويورك تايمز.
- 1999: بلير كامين، من صحيفة شيكاغو تريبيون.
- 2000: هنري ألين، من صحيفة واشنطن بوست.
- 2001: غيل كالدويل، من صحيفة بوسطن غلوب.
- 2002: جاستن ديفيدسون، من صحيفة نيوزداي.
- 2003: ستيفن هنتر، من صحيفة واشنطن بوست.
- 2004: دان نيل، من صحيفة لوس أنجلوس تايمز.
- 2005: جو مورغينسترن، من صحيفة وول ستريت جورنال.
- 2006: روبن جيفان، من صحيفة واشنطن بوست.
- 2007: جوناثان جولد، من صحيفة أل أي ويكلي.
- 2008: مارك فيني، من صحيفة بوسطن غلوب.
- 2009: هولاند كوتر، من صحيفة نيويورك تايمز.[4]
- 2010: سارة كوفمان، من صحيفة واشنطن بوست.
- 2011: سيباستيان سمي، من صحيفة بوسطن غلوب.
- 2012: ويزلي موريس، من صحيفة بوسطن غلوب.
- 2013: فيليب كينيكوت، من صحيفة واشنطن بوست.
- 2014: إنجا سافرون، من فيلادلفيا انكوايرر.
- 2015: ماري مكنمارا من صحيفة لوس أنجلوس تايمز.[5]
- 2016: إميلي نوسباوم، من نيويوركر.[6]
- 2017:  هيلتون الس، من صحيفة نيويورك تايمز. [7]
- 2018:  جيري سالتز، من مجلة نيويورك الأمريكية.[8]
- 2019: كارلوس لوزادا، من صحيفة واشنطن بوست.[9]
- 2020:  كريستوفر نايت من صحيفة لوس أنجلوس تايمز.[10]
- 2021: ويزلي موريس، من صحيفة نيويورك تايمز.[11]

## وصلات خارجية
- الموقع الرسمي.
- الفائزين السابقين والمرشحين حسب الفئة.